# Sint-Jan de Evangelistkerk (Breezand)
De Sint-Jan de Evangelistkerk is een rooms-katholieke kerk aan de Wijdenes Spaansweg 58 in Breezand.
De parochie Sint-Jan de Evangelist werd in 1928 gesticht voor katholieke bloembollenkwekers, die vanuit de provincie Zuid-Holland naar de kop van Noord-Holland kwamen om een nieuw bedrijf te starten. De eerste jaren werd een noodkerk gebruikt. Dankzij giften uit de parochie en een bollenveiling ten bate van de parochie, kon een nieuwe kerk gebouwd worden, die op 13 september 1931 werd ingewijd.
Architect H.P.J. de Vries ontwierp een eenbeukige kruiskerk in traditionalistische stijl, met boven de ingang een klokkentoren met gemetselde naaldspits.
De kerk is tot op heden in gebruik bij de parochie Sint-Jan de Evangelist.

## Bron
- Website parochie Sint-Jan de Evangelist
- Reliwiki - Breezand, Jan de Evangelist